# Bérénice Marlohe
Bérénice Marlohe, född 19 maj 1979 i Paris, är en fransk skådespelare.
Marlohe blev internationellt uppmärksammad när hon fick rollen som Bondbruden Sévérine i Bondfilmen Skyfall 2012.